# Cumia antillana
Cumia antillana is een slakkensoort uit de familie van de Colubrariidae. De wetenschappelijke naam van de soort is voor het eerst geldig gepubliceerd in 1978 door Sarasúa.